# عزرا ناهماد
عزرا ناهماد (بالفرنسية: Ezra Nahmad)‏ (مواليد 1945) هو جامع أعمال فنية وملياردير سوري، يقيم في موناكو، ولديه أربعة أولاد، بمن فيهم تاجر الفنون البريطاني هيلي نحمد.

## خلفية
ولد في بيروت لعائلة اليهود السوريون،  وتعود أصول عائلته إلى حلب، حيث عاش والده المصرفي اليهودي «هيليل نحماد» إلى ما بعد الحرب العالمية الثانية. وفي أعقاب العنف السوري المعادي لليهود في عام 1949، انتقل والده إلى بيروت.
في أوائل الستينيات انتقلت عائلته إلى مدينة ميلانو الإيطالية، وبدأ مع أخوته التعامل في الفن وتخطوا المدرسة للتداول في سوق الأسهم الإيطالية.

## مهنته
اعتبارًا من عام 2013 يُعتبر عزرا وشقيقه ديفيد «من كبار المتعاملين» المؤثرين في الفن الحديث والانطباعي، حيث يمتلكون مجموعة تتراوح ما بين 4000 و 4500 عمل فني، مخزنه في مستودع Geneva Freeport المعفى من الرسوم الجمركية بجوار المطار في جنيف في سويسرا. [بحاجة لمصدر]

## روابط خارجية
- الموقع الرسمي
- Collection David et Ezra Nahmad. Impressionnisme et Audaces du XIXe Siècle
- اوراق بنما تكشف عن خبايا تجارة الفن في العالم

## طالع أيضًا
- وثائق بنما